# Cyperus gubanii
Cyperus gubanii är en halvgräsart som beskrevs av Väre och Ilkka Toivo Kalervo Kukkonen. Cyperus gubanii ingår i släktet papyrusar, och familjen halvgräs.
Artens utbredningsområde är Somalia. Inga underarter finns listade i Catalogue of Life.